# Alte Maße und Gewichte (Baden)
Alte Maße und Gewichte in den Gebieten der Markgrafschaft Baden und im Großherzogtum Baden bis zur Einführung des metrischen Systems zum 1. Januar 1872.

## Geschichte

### Regionale Systeme
Im Rahmen der territorialen Neugliederung am Oberrhein Anfang des 19. Jahrhunderts unterlag die Markgrafschaft Baden erheblichen Gebietsveränderungen, die in Summe sowohl die Landesfläche als auch die Einwohnerschaft des nunmehrigen Großherzogtums auf etwa das Vierfache anschwellen ließen. Die Erwerbe betrafen große Gebiete wie etwa die Kurpfalz und den Breisgau, aber auch kleine und kleinste Herrschaften, in denen oft eigene Maß- und Gewichtssysteme galten. So bestanden etwa 60 verschiedene Flächenmaße innerhalb des Staates. Verstärkt wurde der Effekt noch dadurch, dass bereits in der alten Markgrafschaft regional unterschiedliche Maßgrößen verwendet wurden, die selbst an einem Ort nicht einheitlich waren. So galten z. B. in Karlsruhe zwei verschiedene Weinmaße. Es wurden aber auch die davon unterschiedlichen zwei Weinmaße der Nachbarstadt Durlach verwendet. In Freiburg im Breisgau bestand mit dem Speckhäuslegewicht ein auf die Stadt begrenztes Gewichtsmaß.

### Wildsche Reform
Eine Reform war notwendig! Diese musste sich wegen der Mitgliedschaft Badens im von Frankreich dominierten Rheinbund an dessen System anlehnen. Frankreich hatte nach der Revolution versucht, das metrische System einzuführen, was jedoch auf massiven Widerstand im Land gestoßen war.
Mit der Vereinheitlichung der Maße und Gewichte in Baden wurde der Geodät Michael Friedrich Wild beauftragt. Er legte 1809 einen umfangreichen Bericht über seine Nachforschungen und seinen Vorschlag vor. Wild schlug ein System vor, welches die traditionellen Einheiten in ihrer Größe ein wenig veränderte und auch ihre Namen beibehielt. Die neuen Größen wählte er so, dass zu den metrischen Einheiten einfache Umrechnungsfaktoren bestanden und möglichst viele Einheiten durch Dezimaleinteilung voneinander abhingen. In allen Bereichen mit erheblichen wirtschaftlichen Auswirkungen gehen Wilds Ausführungen sehr ins Detail. Man muss bedenken, dass damals Abgaben, Pachtzinse, und Ähnliches zum Teil noch in Naturalien erbracht wurden. Die Änderung der Einheiten hatte also spürbare Auswirkungen auf die Rechtsverhältnisse.
Wilds Vorschläge fanden 1810 Niederschlag in einer Verordnung, die bezüglich der Definition der Einheiten genau ist, aber keinen Zeitpunkt für die Einführung nannte. Es handelte sich eher um eine Absichtserklärung. 1812 erließ das napoleonische Frankreich ein Gesetz über die Mesures usuelles, welches dort neben den metrischen Einheiten die Nutzung traditioneller Einheiten zuließ, die ähnlich wie zuvor in Baden an das metrische System angenähert waren. Selbst nach 20 Jahren war es Frankreich nicht gelungen, das neue System zu etablieren.
Offenbar gab es auch in Baden erheblichen Widerstand gegen die Wildschen Einheiten. Unter den vielen Aufgaben, die die Verwaltung im neuen Staatswesen zu bewältigen hatte, war die Schaffung eines neuen Eichwesens vermutlich von geringerer Priorität. Dennoch erstaunt es, dass es erst 1828 wieder zu nennenswerten Anstrengungen seitens der Regierung gekommen ist, die schließlich am 7. August 1829 zur Schaffung einer Eichordnung und damit zur Grundlage für die Einführung der Maße und Gewichte gemäß dem Wildschen Vorschlag geführt haben. Die bis dahin weiterhin benutzten regional unterschiedlichen Einheiten wurden abgeschafft und die Verordnung von 1810 faktisch umgesetzt.

### Metrische Einheiten
Wie zuvor bereits der Norddeutsche Bund 1868 führte Baden mit Gesetz vom 24. November 1869 das metrische Maß- und Gewichtssystem ein. Zum Stichtag 1. Januar 1872 wurden die Einheiten von 1810/29 abgeschafft und die neuen gültig. Die weitere Angleichung an das Reichsgesetz erfolgte mit Bekanntmachung vom 8. November 1871.

## 1810/1829 bis 1871 angewandte Einheiten

### Längenmaße

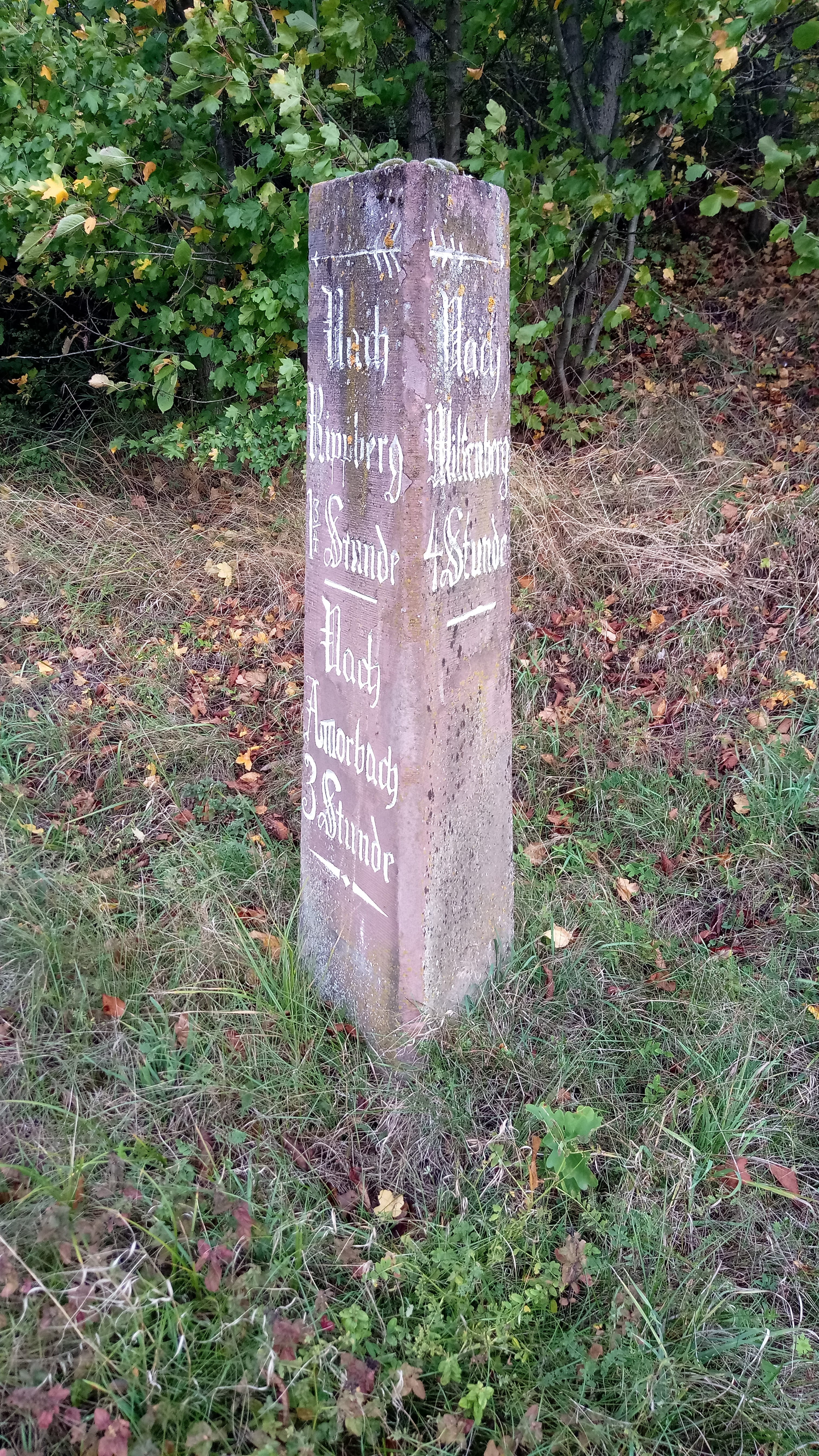
Wegweiserstein an der B47 bei Walldürn mit heute befremdlich wirkenden Entfernungsangaben

1 Meile = 2 Wegstunden
1 Ruthe = 10/6 Klafter = 5 Ellen = 10 Fuß = 100 Zoll = 1000 Linien = 10.000 Punkt
| 1 Punkt     | = 0,3 mm                 |            |
| 1 Linie     | = 3,0 mm                 |            |
| 1 Zoll      | = 3,0 cm                 |            |
| 1 Fuß       | = 30 cm                  |            |
| 1 Elle      | = 60 cm                  |            |
| 1 Klafter   | = 180 cm                 |            |
| 1 Ruthe     | = 3 m                    |            |
| 1 Wegstunde | ≈ 4,444 km (bis 1810/29) | = 40⁄9 km. |
| 1 Wegstunde | = 4,0 km (ab 1871)       |            |
| 1 Meile     | ≈ 8,889 km (bis 1810/29) | = 80⁄9 km  |
| 1 Meile     | = 8,0 km (ab 1871)       |            |

### Flächenmaße
1 Morgen (in Südbaden Juchert genannt) = 4 Viertel = 10000⁄9 Quadratklafter = 10000 Quadratellen
1 Viertel = 10 Riemruten = 100 Quadratruten = 10000 Quadratfuß = 1.000.000 Quadratzoll = 100 Mio. Quadratlinien
| 1 Quadratlinie   | = 0,09 cm² |
| 1 Quadratzoll    | = 9,0 cm²  |
| 1 Quadratfuß     | = 900 cm²  |
| 1 Quadratelle    | = 0,36 m²  |
| 1 Quadratklafter | = 3,24 m²  |
| 1 Quadratrute    | = 9,0 m²   |
| 1 Riemrute       | = 90 m²    |
| 1 Viertel        | = 9,0 a    |
| 1 Morgen         | = 36 a     |
| 1 Tagwerk        | = 36 a     |

### Hohlmaße

#### Brennholz
1 Kubikschuh = 6 Klafter = 72 Balkenruten = 864 Kubikfuß
| 1 Kubikfuß   | = 0,027 m³  |
| 1 Balkenrute | = 0,324 m³  |
| 1 Klafter    | = 3,888 m³  |
| 1 Kubikschuh | = 23,328 m³ |
| 1 Ster       | = 1 m³      |

#### Sackfähige Dinge
1 Kubikrute = 125 Kubikellen = 1000 Kubikfuß = 1.000.000 Kubikzoll
1 Zuber = 10 Malter = 100 Sester = 1000 Meßlein = 10000 Becher
| 1 Kubikzoll | = 27,0 cm³  |
| 1 Becher    | = 150 cm³   |
| 1 Liter     | = 1,0 Ltr.  |
| 1 Meßlein   | = 1,50 Ltr. |
| 1 Sester    | = 15,0 Ltr. |
| 1 Kubikfuß  | = 27 Ltr.   |
| 1 Malter    | = 150 Ltr.  |
| 1 Kubikelle | = 216 Ltr.  |
| 1 Zuber     | = 1,5 m³    |
| 1 Kubikrute | = 27 m³     |

#### Flüssigkeiten
1 Fuder = 1,25 Stückfaß = 2,5 Zulast = 10 Ohm = 100 Stützen = 1000 Maß = 1500 Liter = 4000 Schoppen = 10000 Glas
| 1 Kubikzoll           | = 27,0 ml  |
| 1 Glas                | = 150,0 ml |
| 1 Schoppen            | = 375,0 ml |
| 1 Liter               | = 1.000 ml |
| 1 Maß                 | = 1,50 Ltr |
| 1 Stütze              | = 15,0 Ltr |
| 1 Ohm / Ahm           | = 150 Ltr  |
| 1 Zulast / Stück Wein | = 600 Ltr  |
| 1 Stückfaß            | = 12 hl    |
| 1 Fuder               | = 15 hl    |

### Gewichtsmaße
Handelsgewicht:
1 Pfund = 4 Vierling = 32 Lot = 4 Quint (traditionelles Duodezimalsystem)
1 Pfund = 1 Zehnling = 10 Centas = 100 Dekas = 1000 As (dezimal gemäß wildscher Reform)
Apothekergewicht:
1 Unze = 2 Loth = 8 Quint = 24 Skrupel
1 Quint = 3 Skrupel = 64 Gran
1 Gran = 4 Gränchen = 16 Richtteile
| 1 Richtteil                   | = 1⁄4 Gränchen = 1⁄131072 Pfund | = 3,81476 mg.  |
| 1 Gränchen (bis 1810)         |                                 | = 14,26 mg.    |
| 1 Gränchen (ab 1831)          | = 1⁄4 Gran = 1⁄32768 Pfund      | = 15,2588 mg.  |
| 1 As                          |                                 | = 50 mg.       |
| 1 Gran                        | = 1⁄64 Quint = 1⁄8192 Pfund     | = 61,036 mg.   |
| 1 Dekas                       |                                 | = 0,5 g.       |
| 1 Skrupel                     | = 1⁄24 Unze = 1⁄384 Pfund       | = 1,3020833 g. |
| 1 Quint / Quentchen / Drachme | = 1⁄8 Unze = 1⁄128 Pfund        | = 3,90625 g.   |
| 1 Centas                      |                                 | = 5 g.         |
| 1 Loth                        | = 1⁄2 Unze = 1⁄32 Pfund         | = 15,625 g.    |
| 1 Unze                        | = 1⁄16 Pfund                    | = 31,25 g.     |
| 1 Zehnling                    | = 1⁄10 Pfund                    | = 50 g.        |
| 1 Vierling                    | = 1⁄4 Pfund                     | = 125 g.       |
| 1 Pfund                       |                                 | = 500 g.       |
| 1 Zentner                     | = 100 Pfund                     | = 50 kg.       |